# 대한민국 건국절 논쟁
대한민국 건국절 논쟁

## 역사
- 2006년 7월 이영훈(뉴라이트) 교수는 동아일보에 '우리도 건국절을 만들자'라는 글을 기고하였고, 그로 인해 처음 공론화되었다.[1][2]
- 2007년 9월 한나라당 정갑윤 의원은 광복절을 건국절로 개칭하는 내용을 담은 국경일에 관한 법률 개정안을 국회에 제출했다. 광복절과 대한민국 정부 수립일이 같아 지금까지 일제로부터 해방된 1945년 8월 15일이 중요시되고 건국일인 1948년 8월 15일의 의미는 축소되어 왔기에 개칭해야 한다고 주장했다.[3]
- 2008년 8월 건국일에 대한 논쟁이 있었고, 여당인 한나라당을 제외한 대부분 야당인사들은 이명박 정부가 추진하는 건국절기념행사에 불참했다.[4]
- 2008년 8월 7일 대한민국 임시정부 기념 사업회 등 55개 단체와 야당의원 74명은, 이명박 대통령의 훈령으로 만들어진 대한민국건국60년 기념사업위원회와 이 위원회가 준비하고 있는 건국60주년 기념행사에 대해 헌법소원심판을 청구하고 효력정지 가처분을 신청하였으나, 헌법재판소는 이를 각하하였다.[5]
- 2008년 9월 12일 논쟁이 격심해지자 한나라당 정갑윤 의원이 '국경일에 관한 법률 개정안'을 철회하였다.

대한민국 임시정부와 대한민국 정부의 관계를 어떻게 보느냐에 따라 건국일은 달리 인식될 수도 있다.

## 개천절을 지지하는 견해

### 양력 10월 3일을 지지하는 견해
양력 10월 3일은 개천절이다.

### 음력 10월 3일을 지지하는 견해
대한민국 임시정부가 당시에 음력 10월 3일을 개천절로 삼아 매년 기념식을 가진 것으로 확인됐다. 이는 한시준 단국대 교수가 "1919∼1926년 발행된 독립신문에서 임시정부가 음력 10월 3일 개천절을 건국절로 기념한 사실을 확인했다"고 밝힌 것이다.

## 1919년을 지지하는 견해

### 1919년 3월 1일을 지지하는 견해

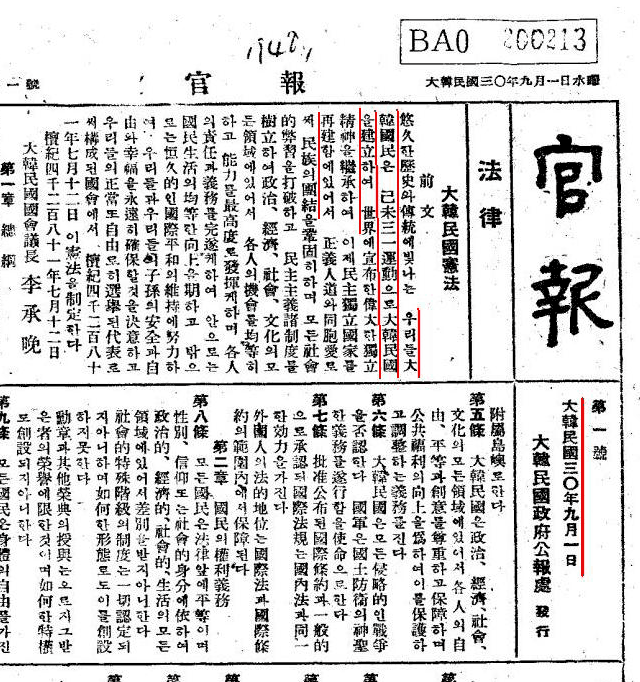
대한민국 제헌 헌법 전문이 실린 대한민국 관보 1호 - 발행일이 1948년 9월 1일이 아니라 대한민국 30년 9월 1일로 표시되어 있다.

1919년 3월 1일은 3.1운동과 기미독립선언서의 선언이 있던 날이다. 또한 이승만 정부의 1948년의 제헌헌법도 이를 건국절로 인정하고 있다. 대한민국 제헌 헌법을 보면 기미 삼일운동으로 대한민국을 "건립"하였다고 하였으며, 자신들은 국가를 "재건"한다고 언급했다. 이러한 사실은 1948년 9월 1일 발행된 대한민국 관보 1호에 실린 헌법 전문에 나타나 있다. 당시 관보에는 1948년을 대한민국 30년으로 표시하였는데, 이는 1919년을 대한민국 1년으로 계산한 것이다.

유구한 역사와 전통에 빛나는 우리들 대한국민은 기미 삼일운동으로 대한민국을 건립하여 세계에 선포한 위대한 독립정신을 계승하여 이제 민주독립국가를 재건함에 있어서 정의인도와 동포애로써 민족의 단결을 공고히 하며 모든 사회적 폐습을 타파하고 민주주의제제도를 수립하여 정치, 경제, 사회, 문화의 모든 영역에 있어서 각인의 기회를 균등히 하고 능력을 최고도로 발휘케 하며 각인의 책임과 의무를 완수케하여 안으로는 국민생활의 균등한 향상을 기하고 밖으로는 항구적인 국제평화의 유지에 노력하여 우리들과 우리들의 자손의 안전과 자유와 행복을 영원히 확보할 것을 결의하고 우리들의 정당 또 자유로히 선거된 대표로서 구성된 국회에서 단기 4281년 7월 12일 이 헌법을 제정한다 -<제정헌법 전문>(1948. 7. 17.)

3월 1일을 건국기념일로 지지하는 견해는 미국의 독립기념일 (미국)이나 프랑스의 혁명 기념일의 사례에서처럼, 3·1 운동의 독립 선언을 통해 민주공화국 체제의 대한민국 임시정부가 수립되었으며, 임시정부의 헌법과 강령이 제헌 헌법에 반영돼 오늘날 대한민국의 근간이 되고 있으므로 3.1절은 미국의 7월 4일이나 프랑스의 7월 14일과 같은 건국의 기념일이 되어야 한다는 것이 그 요지이다.
과거 임시정부 시기 독립운동가들이 3.1절을 '대한민국의 건국기념일'로 언급하며 3월 1일에 대한민국의 독립과 건국을 기념했다는 사료 또한 근거로 제시된다. 1920년 3.1운동 1주년을 맞아 전국에 살포된 전단 중에는 3월 1일을 '건국의 기념일'로 언급한 전단이 존재하며, 미주 한인 신문인 신한민보 기사에서 3.1절을 'Anniversary of the Republic of Korea'라고 언급한 내용, 대한민국임시정부 구미외교위원부에서 1943년 미국 상하원 의원들에게 보낸 편지 중 3월 1일에 독립 선언과 대한민국 수립, 임시정부 성립을 기념했다는 구절이 있는 것 등이 그 예시로 언급된다.
이외에도 대한민국 정부 수립 초기까지 3.1절을 대한민국의 최대 국경일이자 독립기념일로 기념한 사례 등이 3월 1일 건국론의 근거로 제기된다.

### 1919년 4월 11일을 지지하는 견해
대한민국 정부는 일제가 만든 '조선민족운동연감'에 나와 있는 "4월 13일 임정 수립을 내외에 선포하다"는 기록을 근거로 4월 13일을 임정 수립 기념일로 정했다. 이 연감은 1932년 4월 윤봉길 의사 의거 직후 일제가 상하이 임시정부 사무실을 급습해 약탈해 간 자료의 목록을 정리한 것이다.
그러나 최근 일제 당시 임정 요인들도 4월 11일 임정 수립 기념행사를 열었다는 기록이 속속 발견되고 있다. 국사편찬위원회는 올해 3·1절을 기념해 펴낸 7권의 '대한민국 임시정부 자료집' 중 4권에 수록된 1945년 4, 5월 임시의정원회의 속기록에서 "4월 11일이 임시정부 수립 제26주년 기념일"이란 기록을 공개한 바 있다.
대한민국 헌법 전문에 대한민국 임시정부의 법통을 계승한다고 명시되어 있다.
1919년 4월 11일 건국론을 지지하는 근거로 건국이란 용어의 모호함을 사례로 든다. 건국의 용어는 '한 민족에게 주권이 있음을 선포하는 행위'와 '실질적으로 통치를 행사하는 정부를 수립하는 것'을 모두 아우르는 포괄적인 단어인데, 1948년 수립된 대한민국 정부에서는 1호 관보에서 대한민국 30년이란 연호를 사용했으며, 제헌 헌법 전문에서도 "기미 삼일운동으로 대한민국을 건립하여 민주독립국가를 재건함"이라고 명시하였기에 1919년 4월 11일을 건국기념일로 봐야 한다는 것이다.
이와 함께 광복회를 비롯한 사학계에서는 국가의 건립은 구속력 없는 국제법이 아닌 민족의 총의를 바탕으로 한 자주적인 정부 수립에 있는 것이며, 한일협정에서 한일병합이 원천 무효였음을 선언한 것과 을사늑약이 고종의 승인이 없는 불법적이며 강제적인 조약임으로 드러남에 따라 1919년 4월 11일에 수립된 대한민국임시정부는 대한제국의 법통을 이은 한민족의 유일한 정통 정부였다고 주장한다.

### 1919년 4월 13일을 지지하는 견해
1919년 4월 13일은 상하이에서 대한민국 임시정부가 창립된 날이다. 9월 11일에 각 임시정부들이 상해 임시정부를 중심으로 통합되었기 때문에 궁극적인 정통성은 상해 정부에 있다는 시각이다.
국제법적 관점에서 법적 요건(국제법에 입각한 주권 주장, 망명정부 소재지 국가의 승인, 실질적인 국가행위)을 갖추었기에 합법적인 정부로 볼 수 있다. 임시정부는 중화민국의 승인을 받았고 교육, 문화, 군사, 외교 활동 등을 시도하였다.
이 견해를 지지하는 입장에서는, 1948년을 건국 기점으로 삼는 견해는 침략사를 시혜사로 왜곡하려는 일본 우익에게 힘을 실어주게 될 것이라 본다. 그리고 대한민국이 1919년에 건국됐다면, 북한은 국가보안법과 관계없이 반역집단이 된다. 즉, 1919년에 대한민국이 건국됐다고 보면, 국가보안법을 폐지해도 북한은 반역집단이 된다.
1919년 4월 13일 건국론을 뒷받침하는 근거는 1919년 4월 11일 건국론 옹호 근거와 동일하다.

### 1919년 4월 23일을 지지하는 견해
1919년 4월 23일은 한성임시정부가 출범한 날이다. 한성임시정부는 31운동 이후 출범한 임시정부중 한반도와 그 부속도서에서 선포된 유일한 임시정부로 대한민국 임시정부가 출범할 때도 한성정부의 정통성을 계승하였다. 따라서 한성정부의 설립일을 건국일로 기념해야한다는 견해다.
한시준 교수는 이승만은 제헌국회 개회사에서 "이 국회에서 건설되는 정부는 기미년(1919년)에 서울에서 수립된 민국 임시정부의 계승에서 이날이 29년 만에 민국의 부활일임을 우리는 이에 공포하며 민국 연호는 기미년에서 기산할 것"이라고 밝혔다. 또 일본 일왕에게 보내는 편지에 4월 23일 한국이 조직되었다고 밝혔다.

### 1919년 9월 11일을 지지하는 견해
1919년 9월 11일은 각 임시정부들이 상해 임시정부를 중심으로 통합된 날이다. 상해 정부를 중심으로 통합되었지만, '통합'이라는 의의가 있으므로, 이 날로 기념해야 한다는 견해다.

## 1945년 8월 15일을 지지하는 견해
건국이라는 용어는 독립이라는 용어보다 더 큰 의미가 부여된 것이다.
독립유공자에게 수여된 훈장은 대한민국 건국공로훈장이며, 이는 상훈법과 독립유공자 예우에 관한 법률에 대해 해석할 경우 건국은 곧 독립이라는 의미로 해석이 될 수 있다. 1948년 8월15일을 건국의 시발점으로 삼고, 반공반탁운동을 한 사람들을 건국유공자로 하여 건국공로훈장을 수여한다면 독립유공자에게 수여된 독립유공자의 훈장의 의미는 퇴색될 것이다. 반공반탁운동을 한 사람들은 이미 1990년 8월 30일에 국민훈장을 받은 사실이 있다.
이러한 내용으로 이명박 대통령의 훈령으로 제정되었던 대한민국건국60년 기념사업위원회에 대해 2008년 헌법소원이 제기된 적이 있다.

## 1948년 5월 31일을 지지하는 견해
광복후 민중들이 처음으로 민주적 투표(5.10 총선거)를 통해 구성한 첫 국회인 대한민국 제헌 국회가 출범한 1948년 5월 31일로 보는 견해이다.
이 '제헌 국회'에서는 투표를 통해 국호를 대한민국으로 채택했고, 헌법(제헌 헌법)을 제정해 지금의 대한민국 헌정 체제가 시작된 의의가 있다. 그리고 제헌 국회에서 초대 대통령 또한 선출되었다.
1948년 건국론의 근거 중 하나로 조선일보는 제헌 헌법이 임시정부 헌장의 '개정'(개헌)이 아니라 별도의 '제정' 절차를 밟은 것과 제정 당시에 제헌 국회의 헌법기초위원장이 밝힌 "임시정부 정신을 계승한다는 말이지 임시정부의 헌장이라든지 임시정부의 모든 제도를 계승한다는 말은 아니다"는 발언을 근거로 제시했다. 또한 '대한민국' 국호는 제헌 국회에서 여러 선택지(고려공화국, 조선, 대한, 대한민국 등)를 놓고 투표를 통해 결정한 것으로, 임시정부의 국호를 그대로 이어받지는 않았다는 점을 지적했다.
1948년 12월 언론에서는 "5.10 선거에 의하여 성립된 민국 최초의 제헌국회는 헌법을 비롯하여 정부조직법 등 중요 법률을 제정하고 정부를 수립하는 등 실로 민주 건국에 지대한 공을 남기어 헌정사에 빛나는 첫 페이지를 장식하였다."고 보도했다.
"회고하건대 우리 국회의원 전원이 국민의 신임을 받아 의석을 차지한 이래 우리 새 국가의 초석이 되는 헌법을 제정하고 우리의 대통령을 선출하였음을 비롯하여 건국의 제(諸)법령을 검토, 연구하기 위해 만전을 기하여 왔으며 반민족행위처벌법, 양곡매입법, 지방행정에 관한 임시조치법, 국군조직법을 통과시킨 것 등 의원 전원의 예지와 정신에 경의를 표하지 않을 수 없습니다.
물론 유사이래 초유의 대(大)건국에 관한 기본적 의정인지라 마땅히 그럼즉도 하지만은 의원 전 동지의 애국적 정신의 발로가 아니면 이러한 기록을 가질 수 없다고 생각합니다. 우리 국가가 UN 총회의 절대 다수의 가결로써 국제적 승인을 획득한 것도 이에 관하여 종시일관으로 주동적 역할을 아끼지 아니한 미국을 위시한 우방들에게 깊은 감사를 표합니다."

ㅡ 1948년 12월 19일. 대한민국 임시정부 출신 신익희 국회의장 국회 연설.

"대한민국 건국은 공산주의자들의 극단적인 반대 속에 이루어졌습니다. 그 당시 우리 국민은 상상 이상으로 침착하게 대응해서 압도적인 투표율로 대한민국의 제헌 국회의원을 선출시켰습니다. 그때 UN에서는 한국의 선거를 시찰하러 왔습니다. 시찰단은 전국을 돌아본 결과 국민의 압도적인 참여와 질서정연한 선거를 보고 어떠한 문제도 제기할 여지가 없었습니다. 처음에는 남한만 선거하는 데 대해 별로 탐탁하게 생각하지 않던 사람들도 국민의 의사가 우선 가능한 지역에서 정부수립을 하겠다는 데에 일치했습니다. UN은 대한민국 수립의 과정이 모두 합법이고 국민의 의사에 의해서 이루어졌다고 보고함으로써 우리는 UN의 승인을 받고, 공산권을 빼놓고는 압도적인 지지를 받았던 것입니다. 대한민국은 출발부터 이렇게 가혹한 도전에 성공적으로 응전해서 세워진 것입니다."

ㅡ 1998년 8월 14일, 김대중 대통령, 연설문 '대한민국 50년 - 참으로 위대한 50년만의 민주적 정권교체' 일부.

대한민국 15대 김대중 대통령은 "정부는 임시정부의 정통과 제1공화국의 법통 위에 서있다."고 했다.

## 1948년 8월 15일을 지지하는 견해
임시정부는 정부의 요건(영토 확보, 주권적 지배권, 법률 제정 및 집행이 가능한 물리적 강제력)을 갖추지 못했다. 또한 임시정부는 미래에 주권을 행사할 정치적 결사체로서의 요건(제한된 영역의 실효적 통치, 국제사회의 승인)을 갖추지 못했으며, 정확한 임시정부 창립일에 대해서도 관점에 따라 날짜가 분분한데다 1923년 국민대표대회 실패로 사실상 일개 독립운동단체로 전락하여 국가차원의 대표성을 인정할 수 없다고 주장한다.
5.10 총선거로 구성된 제헌 국회는 1948년 7월 새나라의 국호를 '대한민국'으로 정했으며, 이는 대한민국 헌법 전문에서 임시 정부를 정신적으로 계승한 의미로 나타난다고 주장한다.
이 견해에 따르면 1919년의 정부는 말 그대로 "임시정부"이다. 만약 1919년에 건국이 되었다면, 당시의 정부를 임시정부라고 부르는 것은 모순이다. 그러나 당시의 정부를 임시정부라고 부른 것은 다름 아닌 임시정부 인사들 자신이었다. 따라서 1919년에 건국이 되었다는 견해는 임시정부 인사들 본인들에 의해 지지되지 않는다. 1941년 11월 대한민국 임시정부가 발표한 새 민주국가의 건설을 위한 강령인 대한민국 건국강령(大韓民國建國綱領)에도 국가 건설과정은 '독립 선포 - 정부 수립 - 국토 수복 - 건국'이라는 내용에도 잘 나타나 있듯이 임시정부가 건국을 위한 과정임을 나타낸다고 1948년 8월 15일 건국론 옹호론자들은 주장한다.
또한, 한 나라가 국민 국가인지 여부는 자국민이 아니라 국제적으로 다른 나라들에 의해 판정된다고 주장한다. 그런데 임시정부가 펼쳤던 승인외교는 실패했다. 1919년에 수립된 임시정부는 국제사회의 승인을 받지 못했다. 하지만, 대한민국은 1948년 8월 15일에 새로운 독립 국가가 탄생했음을 전세계에 선포한 후에, 다른 나라와 수교함으로써 국가승인을 받았고, 제3차 유엔 총회에서 한반도의 유일한 합법 정부임을 국제적으로 인정받았다.
이 견해를 가진 자들은 임시정부는 독립운동의 구심점을 마련하고 향후 실질적 건국을 예비하는 과도기적 시스템으로 볼 수 있으며, 1948년의 정부는 그 임시정부의 정신을 이어받아 엄밀한 의미에서의 국가를 탄생시켰다고 보는 것이 합당하다고 주장한다.
임시정부의 김구 주석이 1947년에 '건국실천원양성소'를 설립한 것은 당시는 건국 과정에 있었음을 보여준다.
그리고 김대중 정부에서 1998년을 '대한민국 50년(제2의 건국)'으로 기념하고 정부수립 50주년 기념주화 발행했다. 김대중 대통령은 1998년 8월 15일 광복절에 '대한민국 50년 경축사(제2의 건국에 동참합시다)'라는 제목의 연설을 하고, '제2건국운동' 을 추진하면서 제2의건국범국민추진위원회를 설치했다.
또한, 애초에 '임시정부는 법통성, 정통성이 없다' 고 주장한 쪽은 여운형, 박헌영, 허헌 등 좌익이었다. 김구 등 우익은 '임시정부는 법통성, 정통성이 있다' 고 주장했다. 여운형이 통일 국가의 지도자가 됐어야 했다고 주장하기도 하는데, 그러면 건국일은 언제가 되는지, 건국일이 1945년 8월 15일 이전이 되는지, 이후가 되는지에 대해 언급을 해야 한다.
김명섭 연세대 교수는 "임시정부를 봉대하는 대신 건국준비위원회를 지지했던 이들을 무조건 비난할 수 없다."면서 "1919년 이미 건국이 됐다고 보면 이들은 ‘반역자’가 된다."고 지적했다.
1919년 건국론자들이 인용하는 이승만 대통령이 언급했던 민주독립국가 '재건'이나 '부활' 표현에 대해 양동안 명예교수는 "3·1운동 때 이루려다 실패한 민국 건립을 다시 실행하게 됐다는 뜻이지 중국에 있었던 대한민국임시정부의 재건을 의미하지 않는다"면서 이승만 대통령의 대한민국 연호 사용도 3·1운동 정신을 기리기 위한 것이었다고 했다. 또한 이승만 대통령이 1949년 8월 15일 경축사에서 '민국 건설 제1회 기념일' 이라고 표현한 것과, 1950년 8월 15일 대구에서 열린 광복절 기념사에서 '민국 독립 제2회 기념일'이라고 했던 것이 이런 해석을 뒷받침한다고 덧붙였다.

## 관련 단체 및 활동

### 대한민국 건국 60년 기념사업위원회
2008년 5월 22일 대한민국 건국 60년 기념사업위원회는 대한민국의 건국(정부 수립) 60주년을 기념하기 위해 설립된 국무총리 산하 기념사업회이다. 이 사업회는 이명박 대통령의 훈령으로 제정된 '대한민국건국60년기념사업위원회의 설치 및 운영에 관한 규정'에 근거하여 출범했다. 위원장은 한승수 국무총리, 현승종 고려중앙학원 이사장, 김남조 숙명여대 명예교수이다. 위원장의 인사말에 따르면, "건국 60년의 현대사적 의미를 되짚어 보고, 미래를 향한 발전적 대안을 모색하기 위해 출범한다."고 하였다.

### 건국절 법안
한나라당의 정갑윤 의원이 광복절을 건국절로 개칭하는 내용을 담은 '국경일에 관한 법률 개정안' 법률안 발의로 시작되었다. 이 법률안을 추진하는 이유는 "광복절과 대한민국 정부 수립일이 같아 지금까지 일제로부터 해방된 1945년 8월 15일이 중요시되고 건국일인 1948년 8월 15일의 의미는 축소되어 왔기 때문"이라며 설명했다. 하지만 한나라당이 추진중에 있던 건국절 법안은 '역사왜곡' 논란이 빚어지자 결국 철회되었다. 법안 철회 이유는 "국민 분열과 갈등이 초래되고, 이로 인해 이명박 정부의 개혁 추진이 발목 잡혀선 안 된다"며 해명했다.

#### 비판
건국 60년이 아니라 정부 수립일이 60주년이며, 건국일을 굳이 따지자면 대한민국 임시정부 수립일인 89주년이다.
노무현 전 대통령은 "48년 정부의 정통성을 강조하고 싶은 세력들의 평가"라고 지적하면서 "건국은 광복에 따라오는 것"이라고 비판했다. 한나라당 원희룡 의원은 "광복절이라는 의미를 스스로 깎아내리면서 건국절로 바꾸겠다고 하면 상해 임시정부나 일제에 저항해 싸운 시기는 무엇이 되겠느냐"며 건국절 개명 움직임을 비판했다. 또한 "우리 헌법과 역사 해석을 스스로 부정하는 소모적이고 일체의 정당성이 없다"고 비판했다.

### 문화체육관광부
2008년 10월 문화체육관광부는 전국의 중고등학교 및 군부대에 다음과 같은 내용이 담긴 홍보용 책자를 배포하였다.
임시정부는 자국의 영토를 확정하고 국민을 확보한 가운데 국제적 승인에 바탕을 둔 독립국가를 대표한 것은 아니었고 실효적 지배를 통해 국가를 운영한 적도 없다. 이런 점에서 민주주의의 실제 출발 기점은 1948년 8월 대한민국 건국이라고 보아야 한다. 대한민국을 건국한 공로는 48년 8월 정부수립에 참여했던 인물들의 몫으로 돌리는 것이 마땅하다.— 문화체육관광부 홍보용 책자

#### 문화체육관광부 '홍보용 책자' 파문
12월 29일 광복회는 문화체육관광부 책자에 항의하는 뜻에서 건국훈장을 반납하기로 결의했다. 이에 대해 유인촌 문화체육관광부 장관은 광복회 사무실을 방문하여, 논란이 됐던 서술은 정부의 뜻과 다르다며 훈장을 반납하지 말아 달라고 했다.

## 같이 보기
- 건국기념일
- 대한민국 임시정부
- 광복절
- 대한민국 (연호)